# 89 d'Aquari
89 d'Aquari (89 Aquarii) és una estrella de la constel·lació d'Aquari de magnitud aparent 4,71. Es tracta d'una estrella gegant groga; posseeix una magnitud absoluta de -1,29 i la seva velocitat radial negativa indica que l'estrella s'acosta al sistema solar. 89 d'Aquari és un sistema d'estrelles format per dues components. La component principal A és una estrella de magnitud 4,73. La component B és de magnitud 6,2, separada per 0,4 segons d'arc de A i amb un angle de posició de 007 graus.

## Observació
Es tracta d'una estrella situada a l'hemisferi celeste austral, molt a prop de l'equador celeste; el que comporta que pugui ser observada des de totes les regions habitades de la Terra, exceptuant el cercle polar àrtic. A l'hemisferi sud sembla circumpolar només en les àrees més internes de l'Antàrtida, sent de magnitud 4,7 és visible a ull nu en condicions de foscor del cel adequades. El millor període per a la seva observació és entre els mesos d'agost i desembre. El període de visibilitat és pràcticament el mateix en els dos hemisferis degut a la seva posició propera a l'equador celeste.